# Skellefteå
Skellefteå (prononcé [ɧɛˈlɛ̌ftɛɔ]  en suédois, ou [ʂɛˈlɛ̌ftɛ] localement) est une ville de Suède, chef-lieu de la commune de Skellefteå, dans le comté de Västerbotten. 77 322 personnes y vivent.

## Histoire
Skellefteå se développe au début du XXe siècle après que de l'or y fut découvert. La ville et sa région possèdent une forte industrie, l'entreprise minière Boliden AB y employant 3 000 personnes ; on y trouve aussi les chaînes de montage des camions Scania et des engins forestiers Komatsu. Au début des années 2020, Northvolt prévoit d'y installer une immense usine de batteries ; l'usine produit ses premières batteries en décembre 2021.

## Évolution de la population
- Vers 1860 : entre 300 et 400 habitants ;
- 1887 : un peu plus de 1 000 habitants ;
- 1930 : 5 203 habitants ;
- 1950 : 12 217 habitants ;
- 1970 : 27 456 habitants ;
- 1995 : 31 940 habitants ;
- 2010 : environ 32 000 habitants.

## Jumelages
La ville de Skellefteå est jumelée avec :
- Raahe (Finlande) depuis 1946
- Løgstør (Danemark) depuis 1946
- Mo i Rana (Norvège) depuis 1946
- Pardubice (Tchéquie) depuis 1967
- Tallinn (Estonie) depuis 1982
- Tongling (Chine) depuis 1998

## Personnalités liées à la commune
| - P.O. Enquist, écrivain et journaliste - Andreas Hedlund, musicien - Stieg Larsson, écrivain et journaliste | - Joakim Nyström, joueur de tennis - Victoria Silvstedt, mannequin et animatrice - Margot Wallström, femme politique |

- Le groupe punk Skumdum et le groupe rock The Wannadies

## Galerie

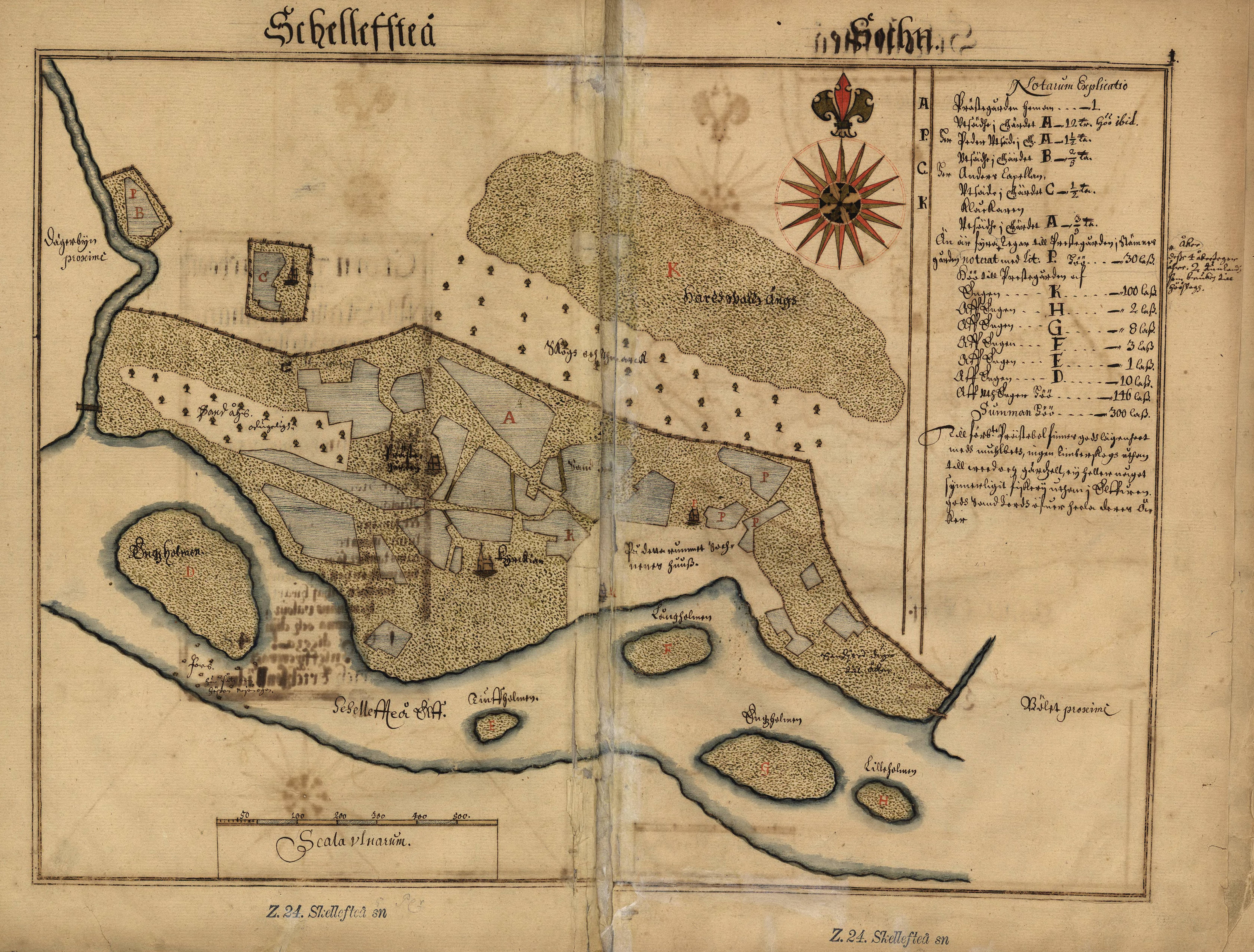
Carte de Skellefteå dessinée par Johan Larsson Tresk en 1648.
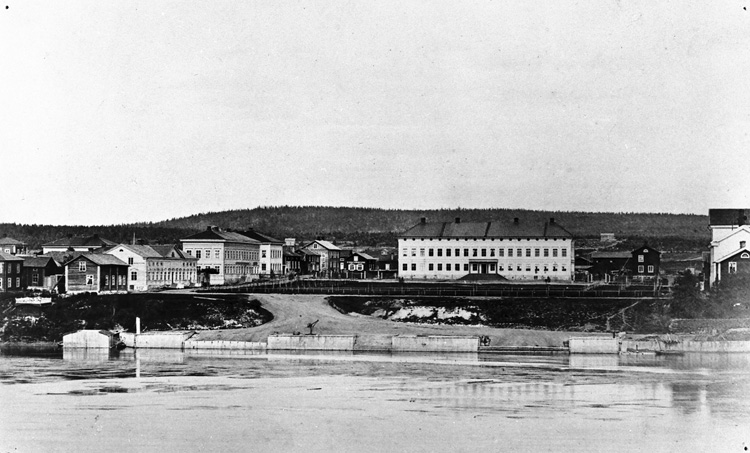
Skellefteå en 1870.
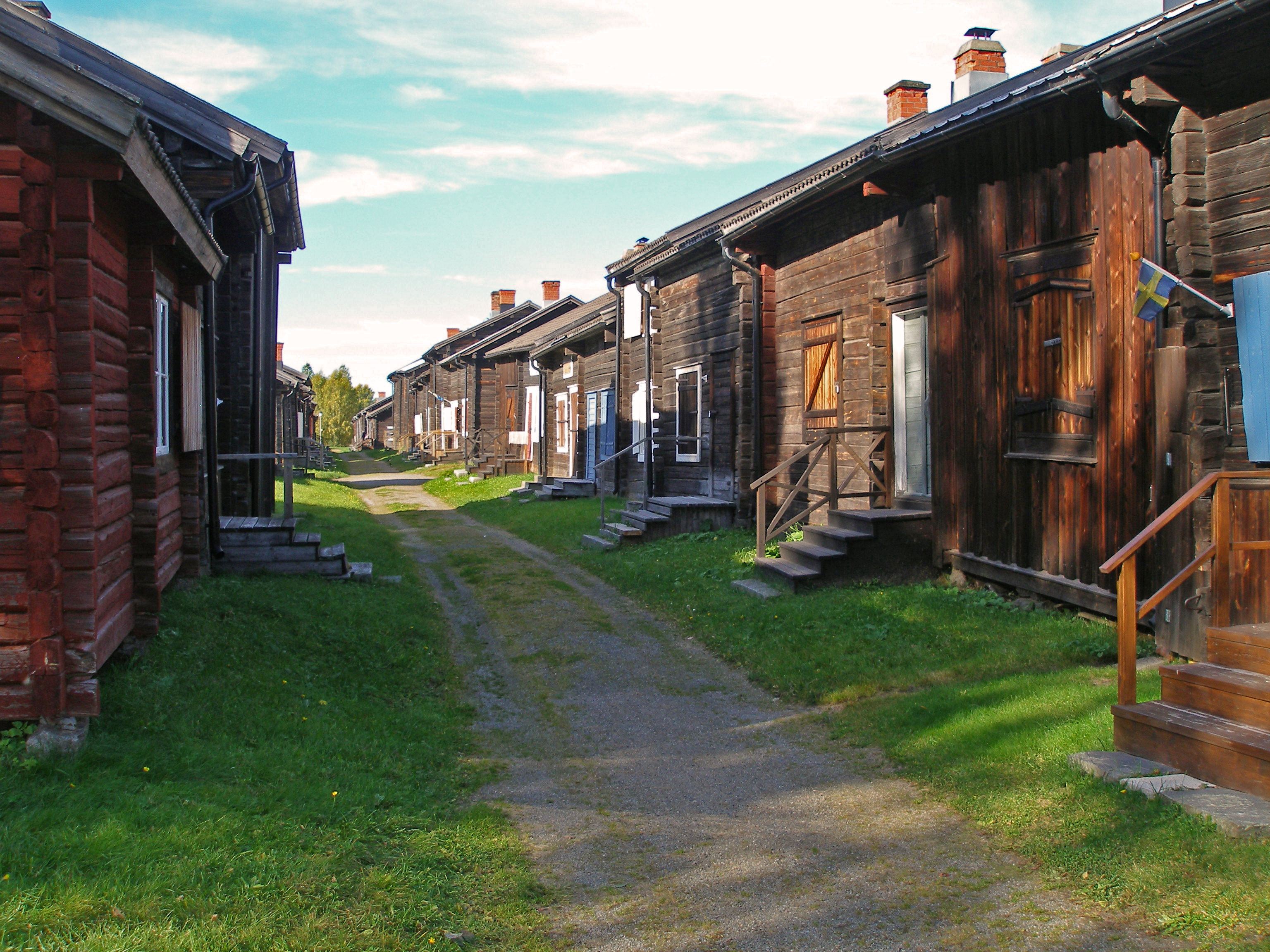
Vieille ville.
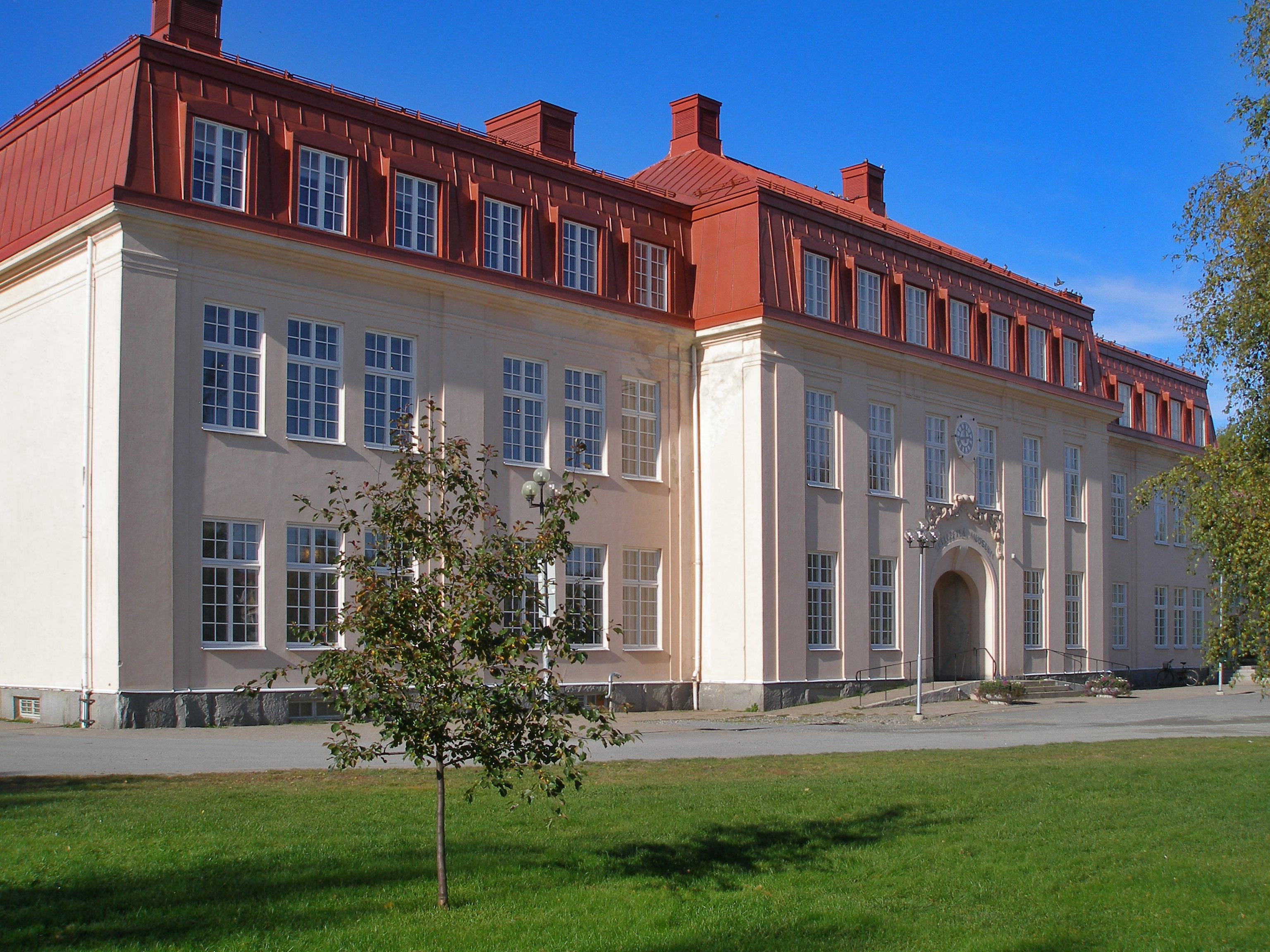
Musée et centre culturel de Skellefteå.
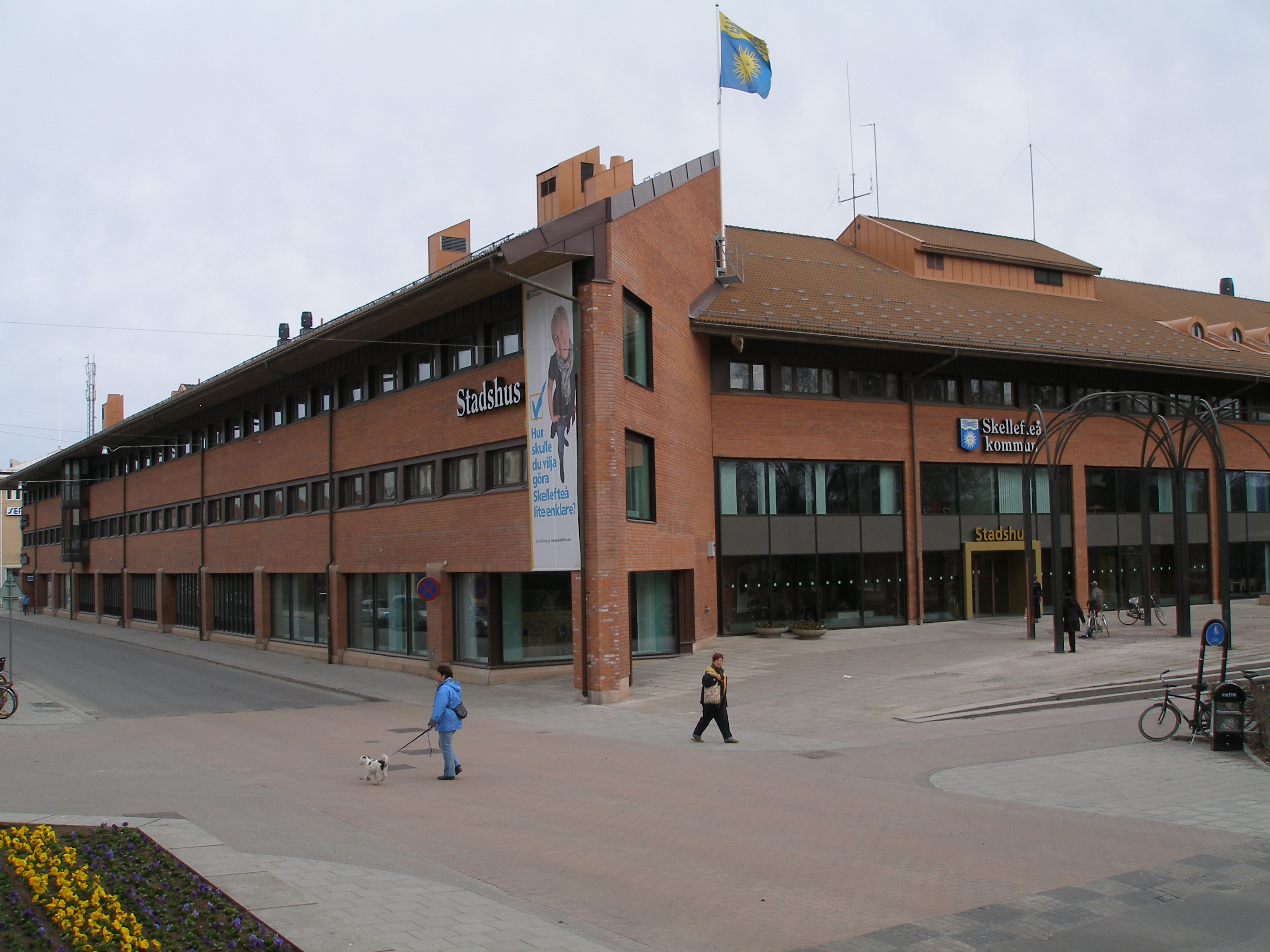
Hôtel de Ville de Skellefteå.
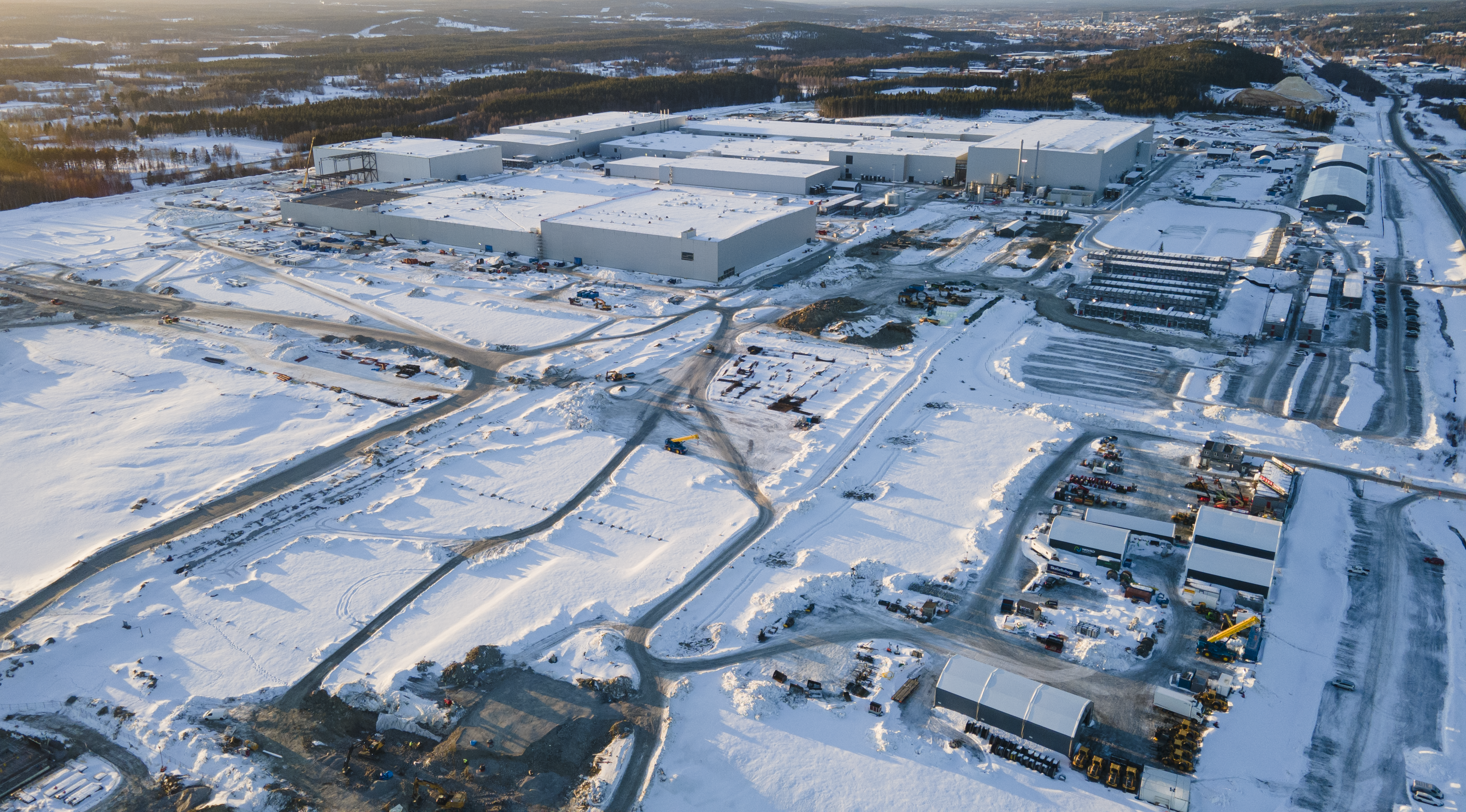
L'usine Northvolt en janvier 2023